# Agylla tobera
Agylla tobera là một loài bướm đêm thuộc phân họ Arctiinae, họ Erebidae.